# C. P. Kimball Company

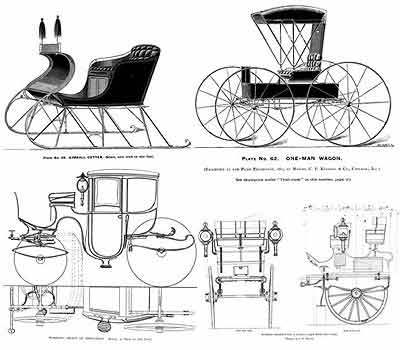
Anzeige mit Kutschen und Schlitten

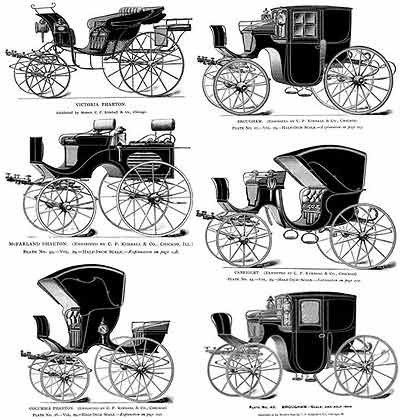
Anzeige mit Kutschen

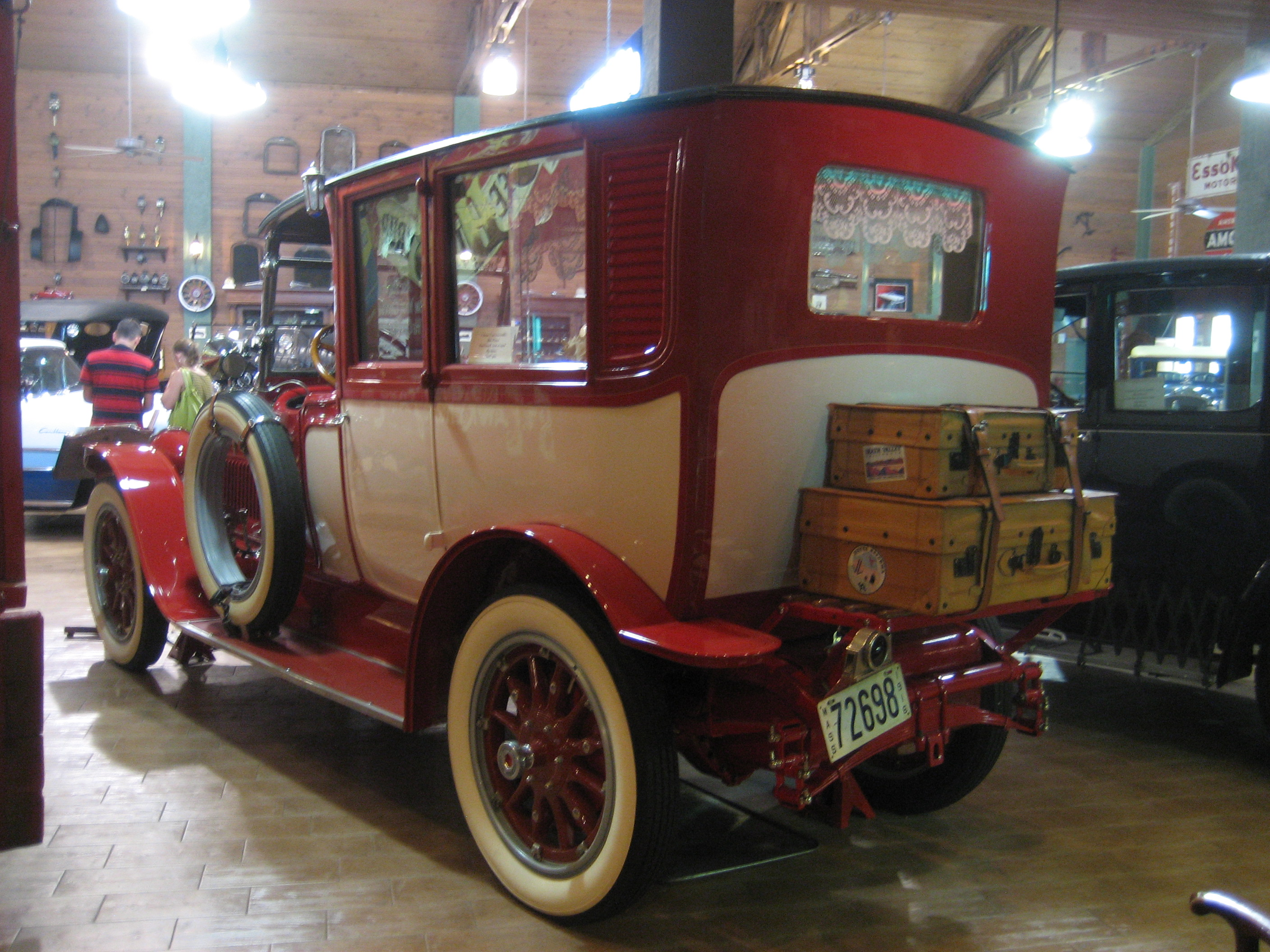
Ein Packard mit Karosserie von Kimball

C. P. Kimball Company, vorher C. P. Kimball & Company, war ein US-amerikanischer Hersteller von Kutschen, Karosserien und Automobilen.

## Unternehmensgeschichte
Das Unternehmen wurde 1847 in Portland in Maine gegründet. Zunächst stellte es Kutschen her. 1877 erfolgten die Umfirmierung und der Umzug nach Chicago in Illinois. Um 1900 begann unter dem Markennamen Kimball die Produktion von Karosserien und Automobilen. Kraftfahrzeuge wurden allerdings nur zwischen 1910 und 1912 offiziell angeboten. In der Zeit vorher sowie 1913 wurden sie nur nach Kundenaufträgen gefertigt.
1929 wurde das Unternehmen aufgelöst.

## Fahrzeuge
Im Angebot standen Elektroautos. Eine Quelle nennt 10 PS Motorleistung für die Elektromotoren, Kraftübertragung über zwei Ketten an die Hinterachse, eine Reichweite von 120 bis 160 km, Vollgummireifen und Lenkung mit Lenkrad.
Zwischen 1910 und 1912 gab es drei Modelle. Model E-7 und Model E-8 hatten 183 cm Radstand. Das erstgenannte war ein Extension Coupé und das zweite ein Victoria Phaeton. Das Model F-10 hatte ein Fahrgestell mit 254 cm Radstand und war als Landaulet karossiert.
1912 gab es George IV als Phaeton und Special Design als Coupé. Bei beiden Modellen betrug der Radstand 208 cm. 
Ein erhaltenes Fahrzeug von 1912 war 2010 im Seal Cove Auto Museum ausgestellt.

## Modellübersicht
| Jahr      | Modell         | Radstand (cm) | Aufbau           |
| --------- | -------------- | ------------- | ---------------- |
| 1910–1912 | Model E-7      | 183           | Extension Coupé  |
| 1910–1912 | Model E-8      | 183           | Victoria Phaeton |
| 1910–1912 | Model F-10     | 254           | Landaulet        |
| 1912      | George IV      | 208           | Phaeton          |
| 1912      | Special Design | 208           | Coupé            |